# Bodarpa sjö
Bodarpa sjö är en sjö i Hässleholms kommun och Osby kommun i Skåne och ingår i Helge ås huvudavrinningsområde. Sjön är 10 meter djup, har en yta på 0,725 kvadratkilometer och är belägen 107 meter över havet. Vid provfiske har abborre, gädda, mört och sutare fångats i sjön.

## Delavrinningsområde
Bodarpa sjö ingår i det delavrinningsområde (624957-137763) som SMHI kallar för Mynnar i Helge å. Medelhöjden är 108 meter över havet och ytan är 64,45 kvadratkilometer. Räknas de 7 avrinningsområdena uppströms in blir den ackumulerade arean 203,67 kvadratkilometer. Vieån (Osbäcken) som avvattnar avrinningsområdet har biflödesordning 2, vilket innebär att vattnet flödar genom totalt 2 vattendrag innan det når havet efter 90 kilometer. Avrinningsområdet består mestadels av skog (63 procent), jordbruk (14 procent) och sankmarker (10 procent). Avrinningsområdet har 0,92 kvadratkilometer vattenytor vilket ger det en sjöprocent på 1,4 procent.